# Ricardo José De Rienzo
Ricardo José De Rienzo (Arroyo Seco, 20 de agosto de 1948 - San Nicolás de los Arroyos, 25 de julio de 2013) fue un jugador de fútbol profesional argentino que jugaba en la demarcación de defensa.

## Biografía
Ricardo José De Rienzo debutó profesionalmente en 1968 a los 20 años de edad con el CA Newell's Old Boys, equipo en el que permaneció un total de tres temporadas en las que marcó tres goles en los 86 partidos que jugó. Ya en 1971 fichó por el CA Huracán, con el que jugó 40 partidos. Finalmente en 1972 fue traspasado durante un año al CA Chacarita Juniors, club en el que se retiró en 1973 a los 25 años de edad.
Ricardo José De Rienzo falleció el 25 de julio de 2013 en San Nicolás de los Arroyos a los 64 años de edad tras sufrir un accidente de tráfico.

## Clubes
| Club                 | País      | Año         | Partidos | Goles |
| -------------------- | --------- | ----------- | -------- | ----- |
| CA Newell's Old Boys | Argentina | 1968 - 1971 | 86       | 3     |
| CA Huracán           | Argentina | 1971 - 1972 | 40       | 0     |
| CA Chacarita Juniors | Argentina | 1972 - 1973 | 17       | 0     |

## Palmarés
CA Newell's Old Boys
- Torneo Gobernador Luciano Molinas: 1970
- Torneo Hermenegildo Ivancich: 1971